# ایمن برقوق
ایمن برقوق (انگلیسی: Aymen Barkok؛ زادهٔ ۲۱ مهٔ ۱۹۹۸) بازیکن فوتبال اهل مراکش است.
از باشگاه‌هایی که در آن بازی کرده‌است می‌توان به باشگاه فوتبال آینتراخت فرانکفورت اشاره کرد.
وی همچنین در تیم‌های ملی فوتبال Germany national under-16 football team، جوانان آلمان، زیر ۲۱ سال آلمان، و مراکش بازی کرده‌است.